# Kostel svatého Klimenta (Horní Břečkov)
Kostel svatého Klimenta (případně také kostel svatého Klementa) je farní kostel v římskokatolické farnosti Horní Břečkov, nachází se v centru obce Horní Břečkov. Je původně pozdně románskou jednolodní stavbou později barokně přestavěnou. Kostel má trojbokou hlavní loď, na bocích sakristii a čtyřbokou kapli. Součástí kostela je věž s lizénovými rámy, s oválnými a podélnými okny. Kostel je spolu s křížem chráněn jako kulturní památka České republiky.

## Historie
Dle některých zdrojů kostel či kaple stál již v devátém století. Dle jiných zdrojů existují první písemné zmínky o kostele z roku 1323, v roce 1499 měla zaniknout farnost Horní Břečkov a později byla obnovena jako lokálie, dle Červinky obec Horní Břečkov neexistovala v 9. století a tak kostel musí být novější. Kostel přesto patří k nejstarším kostelům na jižní Moravě, dříve na místě kostela snad stála kaple pojmenována Zwölferin, ta měla být snad přestavěna v roce 1748 na kostel za přispění hraběnky Althanové. V rámci přestavby byl v základech kostelní zdi nalezen kámen s ročníkem 1198. Kostel byl pak přestavěn ještě v roce 1831. V roce 2013 byl kostel restaurován, byl rekonstruován hlavní oltář s obrazem svatého Klimenta od Josefa Winterhaldera, byla také upravena střecha kostela, kostel byl znovu omítnut, opravena okna a dveře.
U kostela do roku 1824 stával hřbitov, později byl přeložen mimo obec.